# Tintenfraß

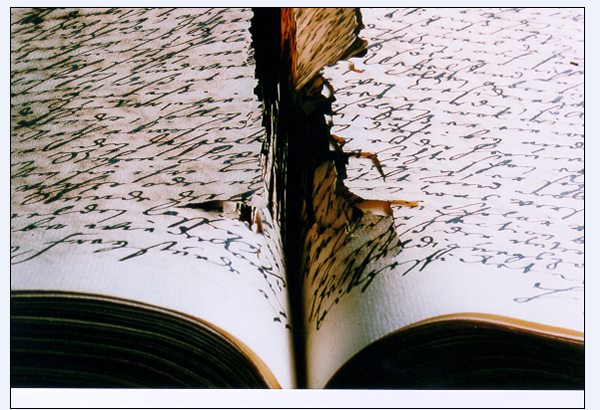
Fortgeschrittene Tintenfraßschäden an einer Handschrift

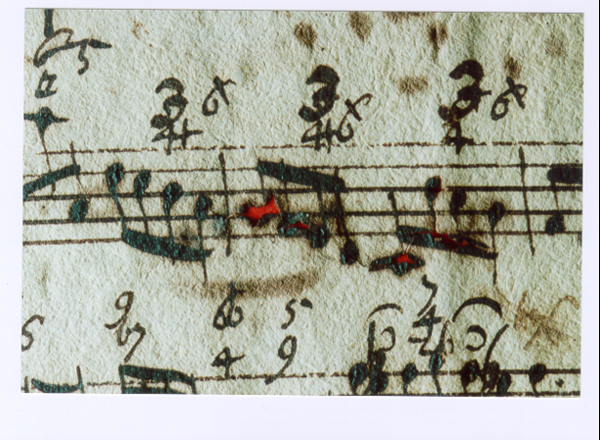
Notenblatt mit Tintenfraß

Tintenfraß bezeichnet eine durch die Schreibflüssigkeit (Tinte) bedingte Zersetzung des Beschreibstoffes (Papier).
In das öffentliche Bewusstsein gelangte der Tintenfraß beispielsweise durch die notwendig gewordene Restaurierung zahlreicher Notenhandschriften von Johann Sebastian Bach. Tintenfraß entsteht an Papieren, die mit eisenvitriolhaltiger Tinte beschrieben wurden, wie bei der ab dem 3. Jahrhundert v. Chr. benutzten Eisengallustinte. Diese war noch bis Mitte des 19. Jahrhunderts die in Europa am meisten benutzte Schreibflüssigkeit und so auch durch Bach für seine Notenschriften.
Bei der Reaktion des in der Eisengallustinte enthaltenen Eisenvitriols mit in der Luft enthaltenem Wasser und Sauerstoff entsteht Schwefelsäure. Diese zersetzt die Papierfasern durch Spaltung der Cellulose. Das Papier verliert dadurch im Bereich der Schriftzüge an Festigkeit und zerfällt im Extremfall. Beim Bewegen oder Blättern betroffener Papierbögen brechen Fragmente mit Schriftzügen heraus. Die betroffenen Texte werden dadurch unvollständig bis unverständlich, ganze historische Handschriftendokumente werden unbenutzbar. Um die Schriftzüge bilden sich infolge der Diffusion von Schwefelsäure in den Faserverbund oft bräunliche Höfe, die den Kontrast der Schriftzüge zum Papier verschlechtern, wodurch die Dokumente zumindest schlechter lesbar werden.
Ein mögliches Sicherungs- und Restaurierungsverfahren für betroffene Seiten ist das Papierspaltverfahren. Dessen Bedeutung ist gesunken, es wird nur noch selten angewandt.